# کریستوفر یوست
کریستوفر لی یوست (انگلیسی: Christopher Lee Yost؛ زادهٔ ۲۱ فوریهٔ ۱۹۷۳) نویسنده، و فیلم‌نامه‌نویس اهل ایالات متحده آمریکا است. وی از سال ۲۰۰۲ میلادی تاکنون مشغول فعالیت بوده‌است. از آثار مشهور او می‌توان به فیلم‌های ثور: دنیای تاریک (۲۰۱۳)، ثور: رگناروک (۲۰۱۷)، و مجموعهٔ تلویزیونی مندلورین برای لوکاس‌فیلم و دیزنی پلاس اشاره کرد.

## فیلم‌شناسی

### فیلم
- ثور: دنیای تاریک (۲۰۱۳)
- مکس استیل (۲۰۱۶)
- ثور: رگناروک (۲۰۱۷)
- مقر مخفی (۲۰۲۲)
- شاگرد ببر (۲۰۲۴)

### تلویزیون
| سال  | عنوان       | عوامل                     |
| ---- | ----------- | ------------------------- |
| ۲۰۱۹ | مندلورین    | مشاور اجرایی، نویسنده     |
| ۲۰۲۱ | کابوی بیباپ | تهیه‌کننده اجرایی، نویسنده |